# Tumo van Wyk
Tumo Statago van Wyk (* 26. Juli 2002) ist ein botswanischer Leichtathlet, der sich auf den Sprint spezialisiert hat.

## Sportliche Laufbahn
Erste internationale Erfahrungen sammelte Tumo van Wyk im Jahr 2024, als er bei den Afrikameisterschaften in Douala mit  21,10 s im Halbfinale im 200-Meter-Lauf ausschied und mit der botswanischen 4-mal-100-Meter-Staffel im Finale nicht ins Ziel kam.
2022 wurde van Wyk botswanischer Meister im 100-Meter-Lauf.

## Persönliche Bestzeiten
- 100 Meter: 10,37 s (+0,2 m/s), 26. Mai 2023 in Gaborone
- 200 Meter: 20,88 s (+1,3 m/s), 13. Mai 2023 in Potchefstroom
- 400 Meter: 45,79 s, 14. März 2024 in Potchefstroom